# فيليسا رينكون دي غوتييه
كانت فيليسا رينكون دي غوتييه (الاسم عند الولادة: فيليسا رينكون ماريرو) (المعروفة أيضًا باسم السيدة فيلا) (9 يناير 1897-16سبتمبر 1994) أول امرأة تُنتخب لمنصب عمدة إحدى العواصم في الأمريكيتين.

## ناشطة في مجال حقوق المرأة
كانت رينكون دي غوتييه من أشد المؤمنين بحق المرأة في التصويت، وشاركت بشكل نشط في الحركة المناصرة لحقوق المرأة، مما حفز العديد من النساء على الانضمام إليها. كانت رينكون دي غوتييه خامس امرأة تنضم بشكل رسمي عند تمرير القانون الذي يسمح بتصويت المرأة. انضمت في عام 1932 إلى الحزب الليبرالي في بورتوريكو، الذي كان يؤمن باستقلال بورتوريكو، وعينها رئيس الحزب أنطونيو أر. بارسيلو كممثلة له. دفعتها أفكار لويس مونيوث مارين السياسية إلى ترك الحزب الليبرالي، وساعدت في عام 1938 في تنظيم الحزب الديمقراطي الشعبي لبورتوريكو.

## الزواج والعائلة
تزوجت رينكون دي غوتييه في عام 1940 من محام من سان خوان يُدعى خينارو إيه. غوتييه، والذي شغل منصب مساعد المدعي العام لبورتوريكو والأمين العام للحزب الديمقراطي الشعبي، ولم يُنجبا الأطفال.

## الحياة السياسية
انتُخِبت دي غوتييه في عام 1946 عمدة لمدينة سان خوان، وكانت بذلك أول امرأة تشغل منصب عمدة لعاصمة في الأمريكيتين. تحولت سان خوان تحت إدارتها إلى مركز حضري في أمريكا اللاتينية. أنشأت خدمات عامة مبتكرة، وبنت أول مراكز للتعليم التحضيري تسمى «مدارس الأمهات»، والتي أصبحت في النهاية نموذجًا لبرامج هيدستارت التعليمية في الولايات المتحدة. جددت أيضًا نظام الصحة العامة وكانت مسؤولة عن إنشاء كلية الطب في سان خوان.
عملت مع ريكاردو أليغريا لترميم وصيانة الهياكل التاريخية لسان خوان القديمة، وتوفير الإسكان والخدمات الأساسية لآلاف الأشخاص. أمرت في عام 1951 خلال حقبة الحرب الباردة بإنشاء أول نظام دفاع مدني للجزيرة تحت إدارة العقيد خيلبرتو خوسيه ماركسواتش. غالبًا ما فتحت مركز المدينة للجمهور واستمعت إلى مخاوف سكان المدينة. مُنحت سان خوان في عام 1959 جائزة مدينة جميع الأمريكيين.
بدأت رينكون دي غوتييه تقليد عيد الميلاد، والذي تابعه حكام بورتوريكو كل عام. قدمت الهدايا والمكافآت للأطفال الفقراء والمحتاجين في عيد الغطاس الذي تحتفل فيه البلاد في 6 يناير. نُقِلت كميات من الثلج بالطائرة إلى سان خوان في عام 1952 و1953 و1954 حتى يتمكن الأطفال الذين لم يروا أو يلعبوا في الثلج من ذلك.

### السنوات التالية
شغلت رينكون دي غوتييه منصب عمدة سان خوان لمدة 22 عامًا منذ عام 1946 حتى عام 1968. شغلت عند تقاعدها منصب سفيرة الأمم المتحدة الأمريكية للنوايا الحسنة لدى أربعة رؤساء للولايات المتحدة. خدمت في أمريكا اللاتينية وآسيا وأوروبا لتعزيز الصداقة بين تلك المناطق والولايات المتحدة. كُرٍّمت بدفن مشابه لدفن رئيس دولة عندما توفيت في سان خوان عن عمر يناهز 97 عامًا في 16 سبتمبر عام 1994. حضر كبار الشخصيات من جميع أنحاء العالم جنازتها. دُفِنت في مقبرة بلدية العاصمة في ريو بيدراس في بورتوريكو.

## التكريمات
سُمّيَت العديد من المنشآت والطرق العامة باسمها تكريمًا لها في كل من بورتوريكو والولايات المتحدة. يوجد متحف باسمها وموقف للسيارات يحمل اسم السيدة فيلا في شارع كاييرّي سينتو شور في سان خوان القديمة. سُمّي كل من معهد فيليسا رينكون دي غوتييه للقانون والسياسة العامة في برونكس ومدرسة عامة (بّي إس 376) في بروكلين في نيويورك باسمها تكريمًا لها أيضًا.
كرمت الجمعية التشريعية لبورتوريكو 12 امرأة مرموقة مع لوحات لهم في ساحة تكريم نساء بورتوريكو في سان خوان في 29 مايو عام 2014، وكانت رينكون دي غوتييه من بينهن. برزت النساء المكرّمات وفقًا للوحات، بحكم مزاياهن وإرثهن، في تاريخ بورتوريكو.
سلطت إم إس إن بي سي الضوء في عام 2019 على فيليسا رينكون دي غوتييه لإنجازاتها السياسية والإنسانية المهمة كأمريكية بارزة.
كرمها تحالف بورتوريكو للفنون في 14 مارس عام 2019 بجائزة المرأة المتميزة، وتلقت اعترافًا من عدة حكومات مثل فرنسا (ميدالية جان دارك) وإسبانيا والإكوادور (ميدالية الشرف الذهبية).